# Sân bay quốc tế Indira Gandhi
Sân bay quốc tế Indira Gandhi (IATA: DEL, ICAO: VIDP), tọa lạc tại thành phố Delhi, Ấn Độ là một trong những sân bay cửa ngõ quốc tế và quốc nội chính của Ấn Độ. Sân bay nằm ở Palam, 15 km (9,3 dặm) về phía tây nam của nhà ga xe lửa New Delhi và 16 km (9,9 dặm) từ trung tâm thành phố New Delhi. Sân bay được đặt theo tên của cựu thủ tướng Indira Gandhi, con gái của Jawaharlal Nehru.
Với việc nhà ga 3 mới đi vào hoạt động, nó trở thành trung tâm hàng không lớn nhất của Ấn Độ và Nam Á, với công suất thiết kế hiện tại hơn 46 triệu hành khách. Sân bay này cùng với sân bay quốc tế Chhatrapati Shivaji của Mumbai, chiếm hơn một nửa lưu lượng hành khách ở Nam Á.
Trải rộng trên một diện tích 6.300 mẫu Anh (2.500 ha) đất, sân bay Delhi là trung tâm hàng không dân dụng chính cho vùng Thủ đô Quốc gia của Ấn Độ. Trước đây sân bay được điều hành bởi Không quân Ấn Độ trước khi quyền quản lý được chuyển sang Cơ quan các sân bay Ấn Độ. 
Trong tháng 5 năm 2006, việc quản lý sân bay đã được chuyển cho Delhi International Airport Limited (DIAL), một đơn vị thuộc Tập đoàn GMR.
Trong giai đoạn 2011-12, sân bay này đã phục vụ 35,88 triệu hành khách và chương trình kế hoạch mở rộng sẽ làm tăng công suất lên 100 triệu hành khách vào năm 2030. Nhà ga số 3 mới có công suất 34 triệu lượt khách/năm kể từ khi bắt đầu của Commonwealth Games 2010. Nhà ga 3 là nhà ga hành khách hàng không lớn thứ 8 thế giới. Trong tháng 9 năm 2008, sân bay này đã khánh thành một đường băng dài 4430 m.
Trong năm 2010, sân bay quốc tế Indira Gandhi (IGIA) đã được trao giải thưởng sân bay tốt thứ tư trên thế giới cho thể loại sân bay phục vụ 15-25 triệu lượt khách, và giải sân bay cải thiện tốt nhất trong khu vực châu Á-Thái Bình Dương theo xếp hạng của Airports Council International.
Trong những năm 2012, 2013 và 2014, IGIA được xếp hạng sân bay tốt thứ hai trên thế giới trong thể loại 25-40 triệu lượt hành khách, một lần nữa bởi Hội đồng Sân bay quốc tế.

## Lịch sử
Sân bay Safdarjung bay được xây dựng vào năm 1930 và là sân bay chính cho Delhi cho đến năm 1962. Do sự gia tăng lưu lượng hành khách tại Safdarjung, các hoạt động bay dân dụng đã được chuyển đến Palam Airport (sau đổi tên như tên hiện nay)
Sân bay Palam đã được xây dựng trong Thế chiến II với tên Trạm không quân RAF Palam và sau khi người Anh rời đi, sân bay này là một trạm không quân cho Không quân Ấn Độ.
Sân bay Palam đã có công suất đỉnh cao khoảng 1.300 hành khách mỗi giờ. Do sự gia tăng lưu lượng chuyến bay trong những năm 1970, một nhà ga hành khách bổ sung với gần bốn lần diện tích của nhà ga cũ Palam đã được xây dựng.

## Hãng hàng không và tuyến bay

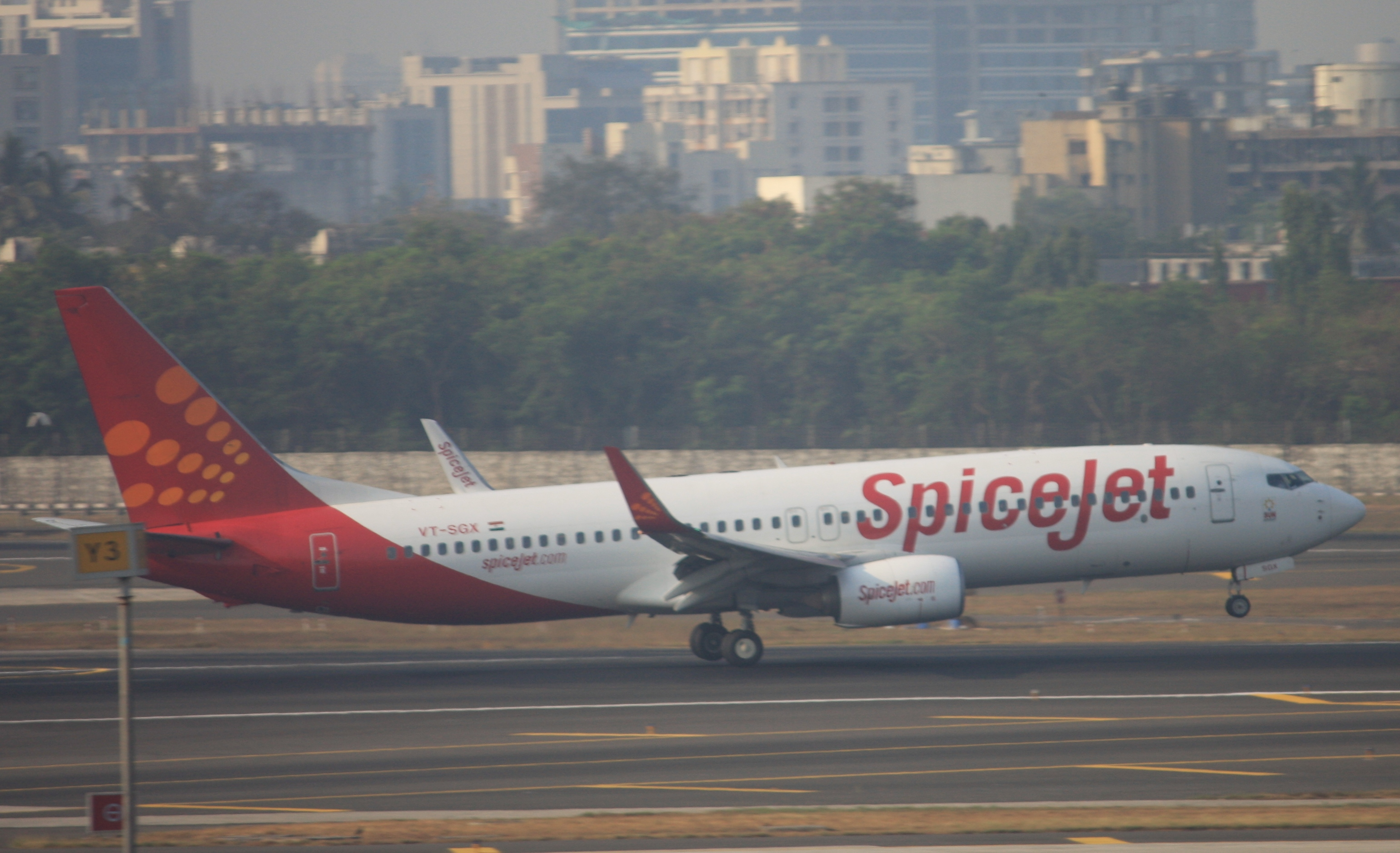
SpiceJet Boeing 737-800

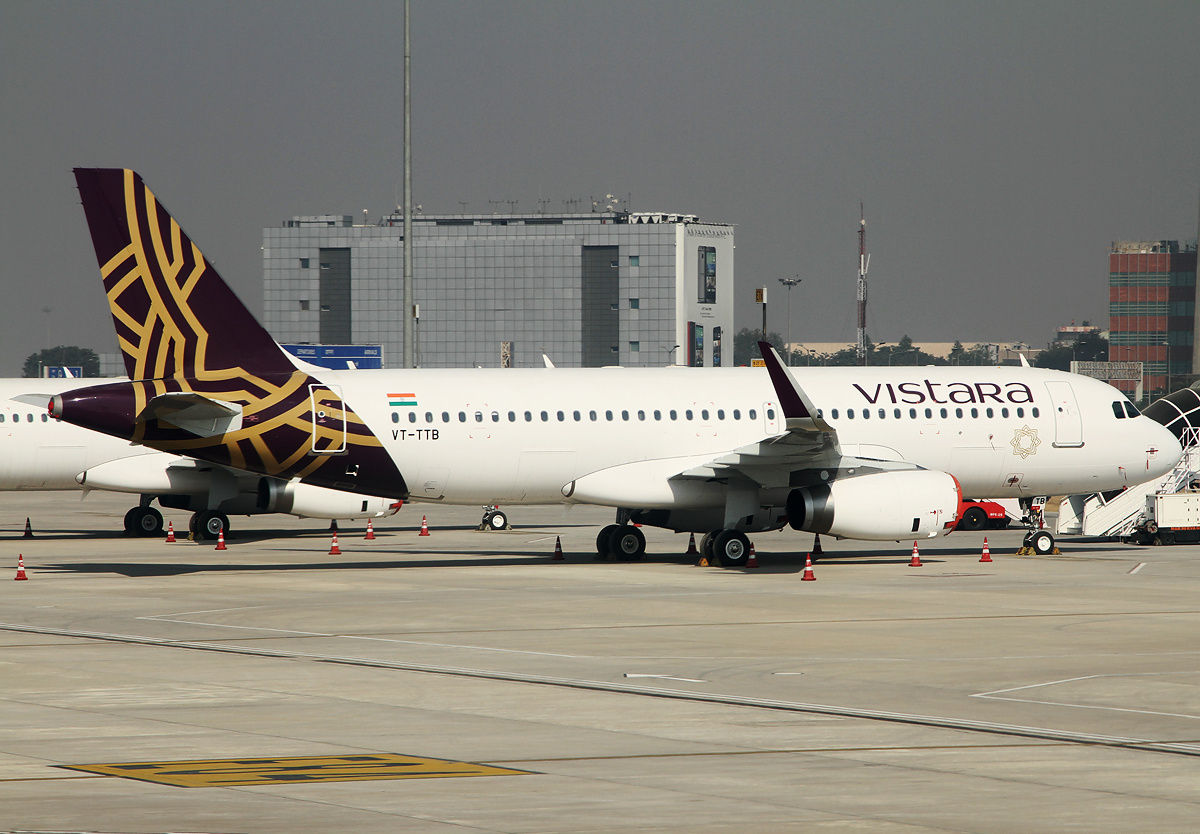
Vistara Airbus A320-232

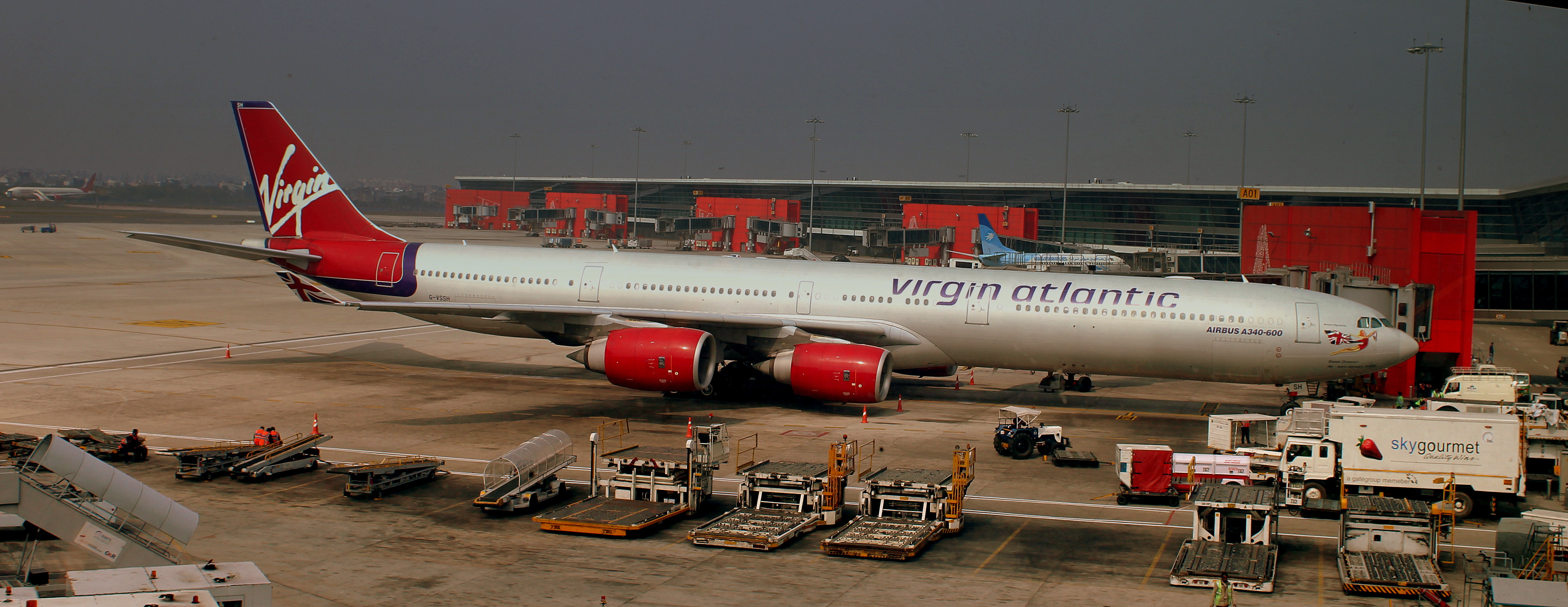
Virgin Atlantic Airbus A340-600 G-VSSH

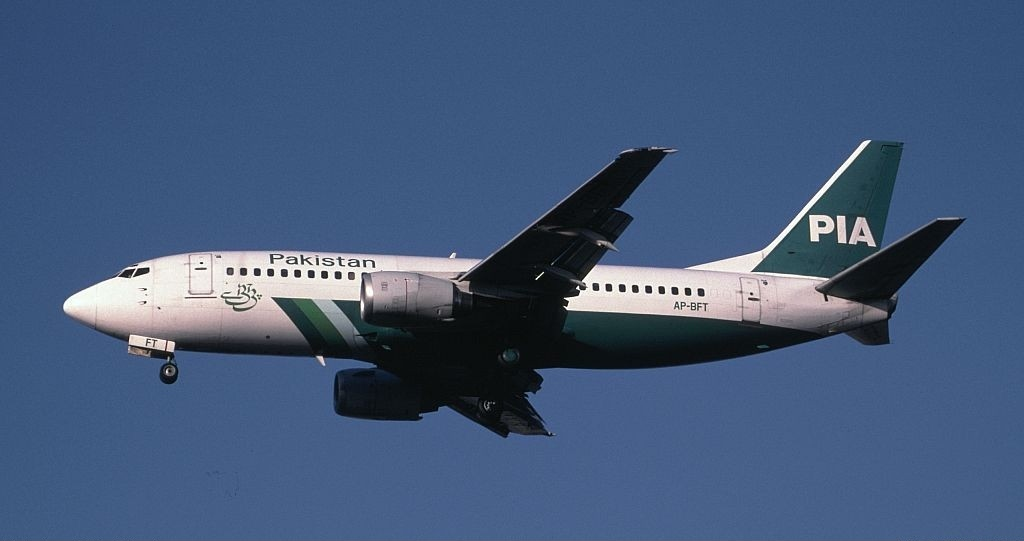
Pakistan International Airlines Boeing 737-340 với màu sơn cũ

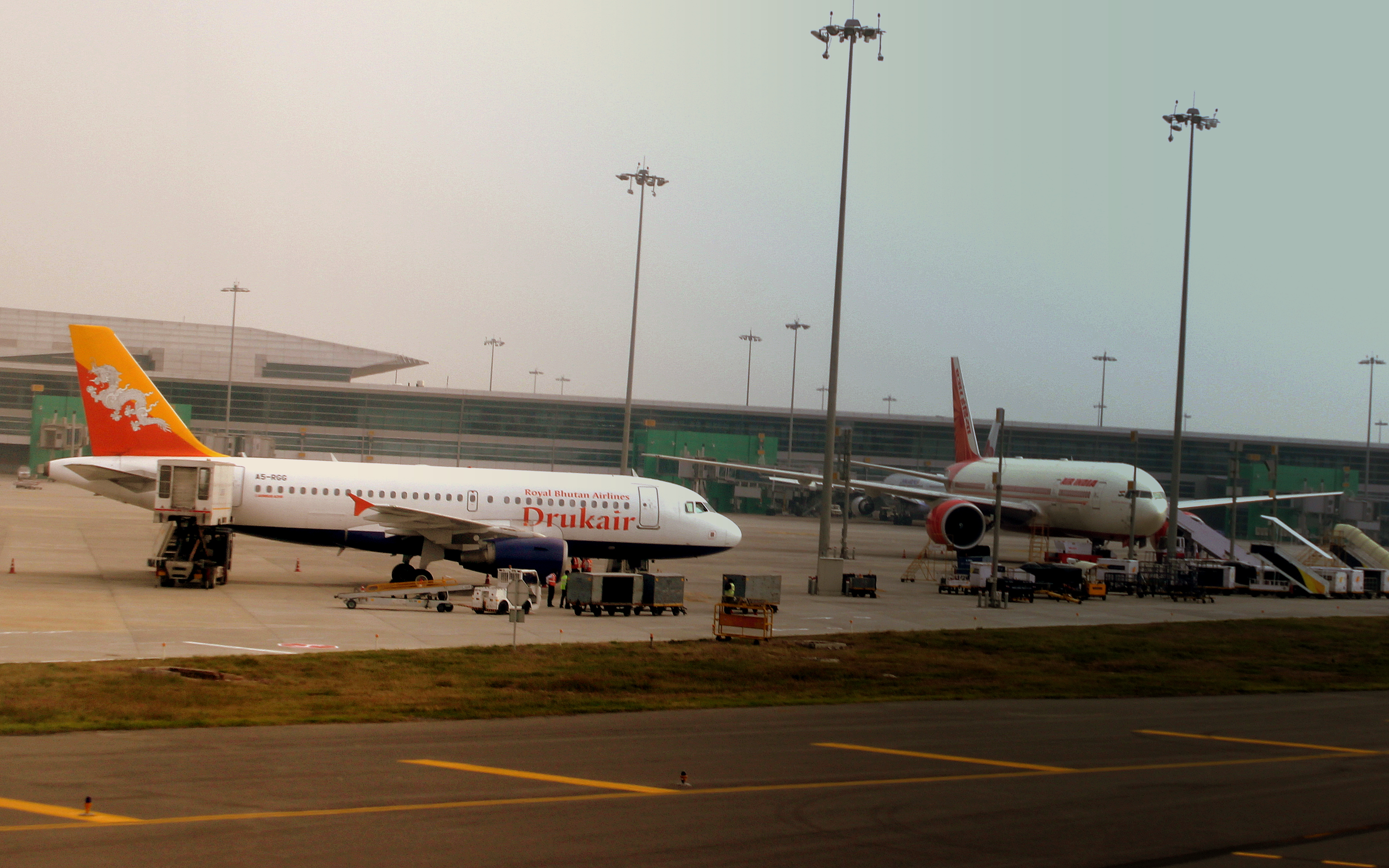
Druk Air Airbus A319 A5-RGG

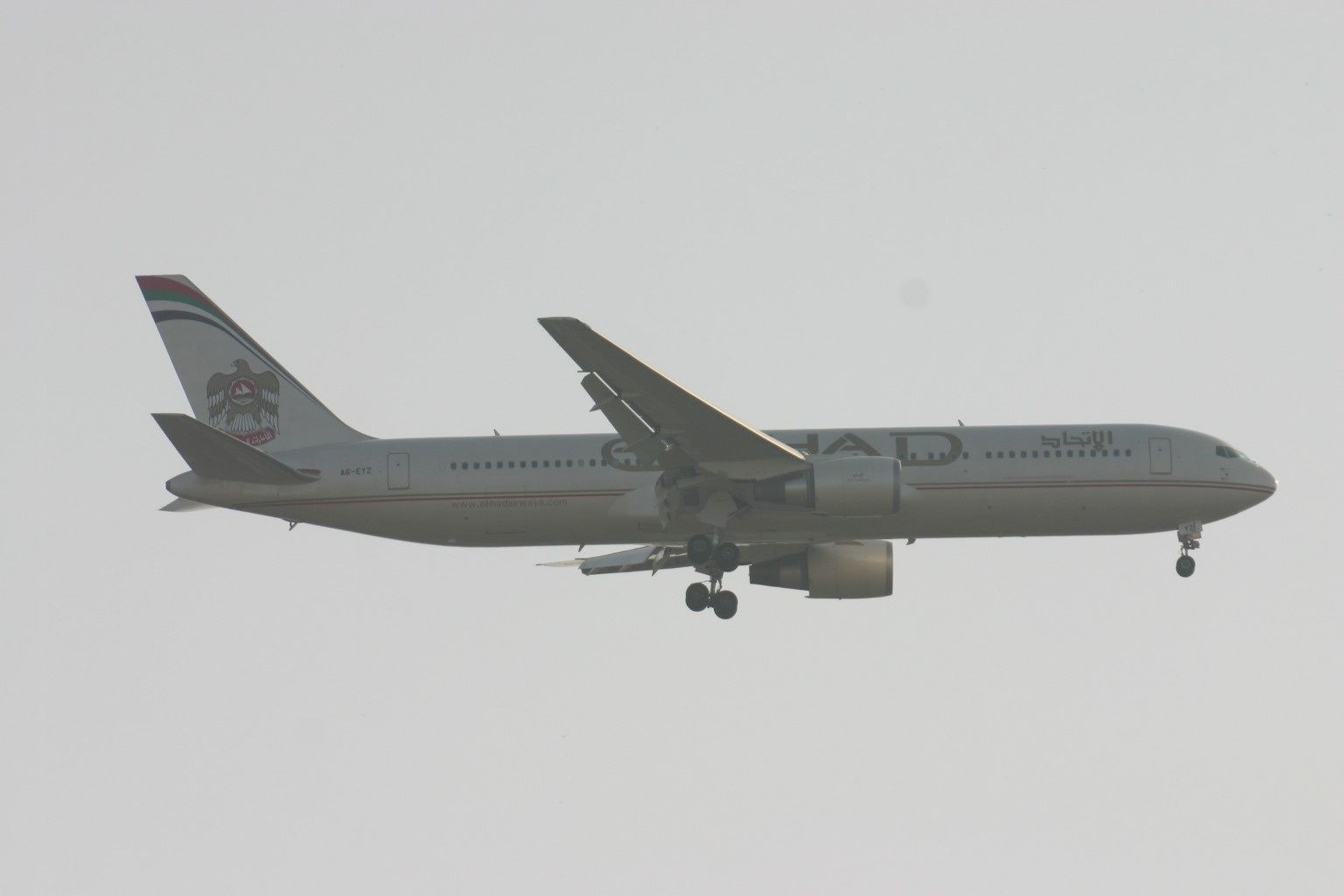
Etihad Boeing 767

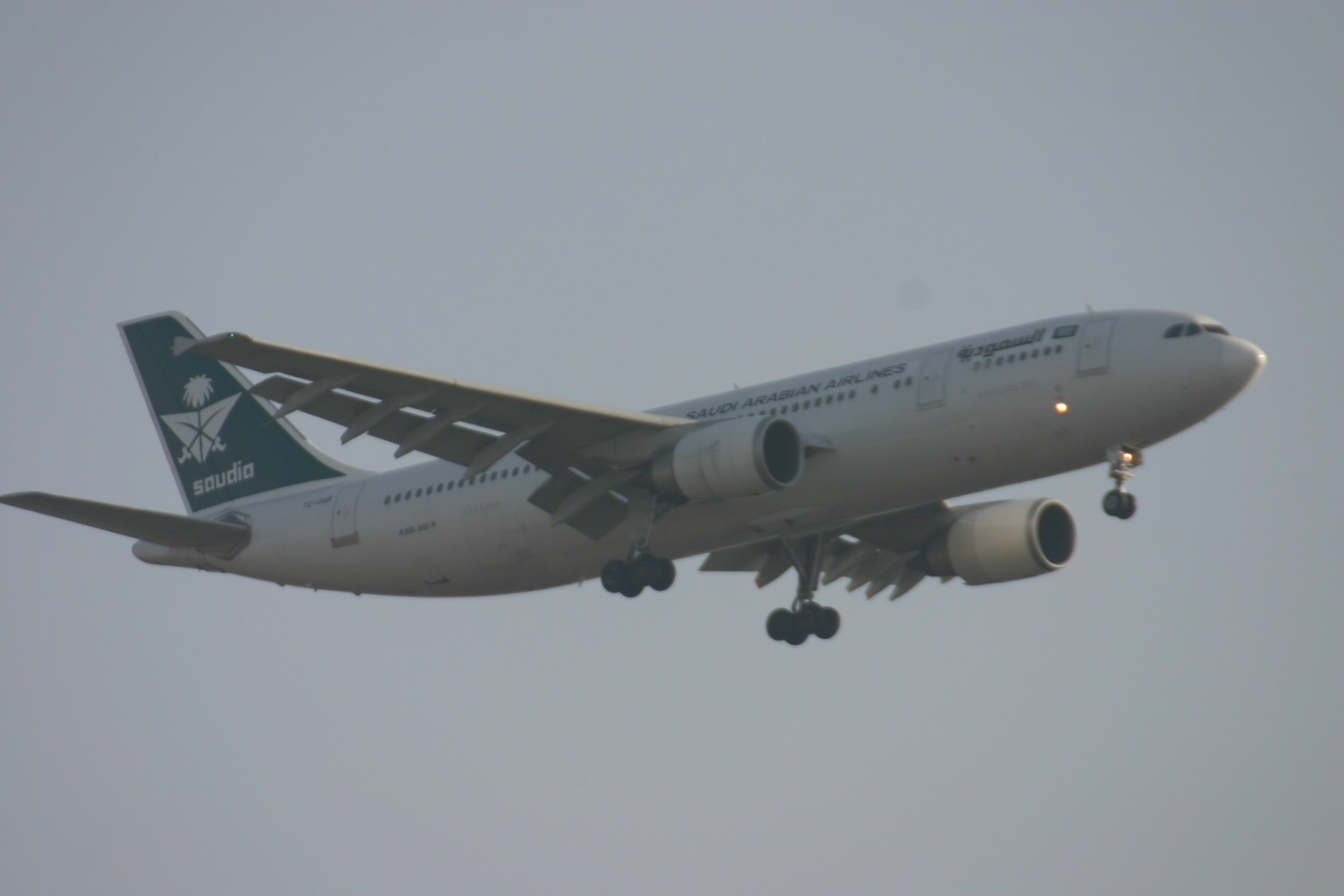
Saudia Airbus A300

### Hành khách
| Hãng hàng không                                 | Các điểm đến | Nhà ga |
| ----------------------------------------------- | --- | ------ |
| Aeroflot                                        | Moscow-Sheremetyevo | 3      |
| Air Arabia                                      | Sharjah | 3      |
| Air Astana                                      | Almaty | 3      |
| Air Canada                                      | Toronto-Pearson | 3      |
| Air China                                       | Bắc Kinh-Thủ đô | 3      |
| Air France                                      | Paris-Charles de Gaulle | 3      |
| Air India                                       | Abu Dhabi, Agra, Ahmedabad, Amritsar, Aurangabad, Bagdogra, Bahrain, Bangalore, Bangkok-Suvarnabhumi, Bhopal, Bhubaneswar, Birmingham, Chandigarh, Chennai, Chicago–O'Hare, Coimbatore, Dammam, Dhaka, Dubai-International, Frankfurt, Gaya, Goa, Guwahati, Hong Kong, Hyderabad, Imphal, Indore, Jaipur, Jammu, Jeddah, Jodhpur, Kabul, Kathmandu, Khajuraho, Kochi, Kolkata, Kozhikode, Leh, London-Heathrow, Lucknow, Melbourne, Milan-Malpensa, Moscow-Domodedovo, Mumbai, Muscat, Nagpur, New York-JFK, Osaka-Kansai, Paris-Charles de Gaulle, Patna, Pune, Raipur, Rajkot, Ranchi, Riyadh, Rome-Fiumicino, Seoul-Incheon, Thượng Hải-Phố Đông, Singapore, Srinagar, Surat, Sydney, Thiruvananthapuram, Tirupati, Tokyo-Narita, Udaipur, Vadodara, Varanasi, Vijayawada, Visakhapatnam | 3      |
| Air India Regional                              | Agartala, Aizawl, Allahabad, Aurangabad, Dehradun, Dharmasala, Dibrugarh, Jabalpur, Kanpur, Pantnagar | 3      |
| Air Mauritius                                   | Mauritius | 3      |
| All Nippon Airways                              | Tokyo-Narita | 3      |
| Ariana Afghan Airlines                          | Kandahar | 3      |
| Asiana Airlines                                 | Seoul-Incheon | 3      |
| Austrian Airlines                               | Vienna | 3      |
| Austrian Airlines vận hành bởi Tyrolean Airways | Vienna (ngưng từ ngày 31 Tháng 3 năm 2015) | 3      |
| Biman Bangladesh Airlines                       | Dhaka | 3      |
| British Airways                                 | London-Heathrow | 3      |
| Cathay Pacific                                  | Hong Kong | 3      |
| China Airlines                                  | Rome-Fiumicino, Đài Bắc-Đào Viên | 3      |
| China Eastern Airlines                          | Thượng Hải-Phố Đông | 3      |
| China Southern Airlines                         | Quảng Châu | 3      |
| Druk Air                                        | Kathmandu, Paro | 3      |
| Emirates                                        | Dubai-International | 3      |
| Ethiopian Airlines                              | Addis Ababa | 3      |
| Etihad Airways                                  | Abu Dhabi | 3      |
| Finnair                                         | Helsinki | 3      |
| flydubai                                        | Dubai-International | 3      |
| GoAir                                           | Ahmedabad, Bagdogra, Bangalore, Bhubaneswar, Chandigarh, Goa, Guwahati, Jammu, Kochi, Kolkata, Leh, Lucknow, Mumbai, Nagpur, Nanded, Patna, Port Blair, Pune, Ranchi, Srinagar | 1D     |
| Gulf Air                                        | Bahrain | 3      |
| IndiGo                                          | Agartala, Ahmedabad, Bagdogra, Bangalore, Bhubaneswar, Chennai, Coimbatore, Dibrugarh, Goa, Guwahati, Hyderabad, Imphal, Indore, Jaipur, Jammu, Kochi, Kolkata, Kozhikode, Lucknow, Mumbai, Nagpur, Patna, Pune, Raipur, Ranchi, Srinagar, Thiruvananthapuram, Vadodara, Varanasi, Visakhapatnam | 1D     |
| IndiGo                                          | Dubai-International, Hà Nội, Kathmandu,Thành phố Hồ Chí Minh | 3      |
| Iraqi Airways                                   | Baghdad, Basra | 3      |
| Jagson Airlines                                 | Chandigarh, Dharamsala, Kullu, Pantnagar, Shimla | 1D     |
| Japan Airlines                                  | Tokyo-Narita | 3      |
| Jet Airways                                     | Abu Dhabi, Ahmedabad, Amritsar, Bagdogra, Bangalore, Bangkok-Suvarnabhumi, Bhopal, Brussels, Chandigarh, Chennai, Dammam, Dhaka, Doha, Dubai-International, Gorakhpur, Guwahati, Hong Kong, Hyderabad, Jaipur, Jodhpur, Kathmandu, Khajuraho, Kochi, Kolkata, Leh, London-Heathrow, Lucknow, Mumbai, Nagpur, Patna, Pune, Raipur, Ranchi, Singapore, Srinagar, Thiruvananthapuram, Toronto-Pearson, Udaipur, Vadodara, Varanasi, Visakhapatnam | 3      |
| Jet Airways vận hành bởi JetKonnect             | Ahmedabad, Amritsar, Aurangabad, Bangalore, Bhopal, Chandigarh, Chennai, Dibrugarh, Goa, Guwahati, Hyderabad, Jammu, Kathmandu, Kochi, Kolkata, Lucknow, Mumbai, Port Blair, Pune, Raipur, Srinagar, Vadodara | 3      |
| Kam Air                                         | Kabul, Kandahar | 3      |
| KLM                                             | Amsterdam | 3      |
| Kuwait Airways                                  | Kuwait | 3      |
| Lufthansa                                       | Frankfurt, Munich | 3      |
| Mahan Air                                       | Tehran-Imam Khomeini | 3      |
| Malaysia Airlines                               | Kuala Lumpur | 3      |
| Malindo Air                                     | Kuala Lumpur | 3      |
| Nepal Airlines                                  | Kathmandu | 3      |
| Oman Air                                        | Muscat | 3      |
| Pakistan International Airlines                 | Karachi, Lahore | 3      |
| Pegasus Asia                                    | Bishkek | 3      |
| Qatar Airways                                   | Doha | 3      |
| Safi Airways                                    | Kabul | 3      |
| Saudia                                          | Dammam, Riyadh, Jeddah Hajj: Medina | 3      |
| Singapore Airlines                              | Singapore | 3      |
| SpiceJet                                        | Ahmedabad, Allahabad, Amritsar, Aurangabad, Bagdogra, Bangalore, Chandigarh, Chennai, Coimbatore, Dehradun, Goa, Guwahati, Hubli, Hyderabad, Indore, Jabalpur, Jammu, Kochi, Kolkata, Kozhikode, Lucknow, Madurai, Mangalore, Mumbai, Pune, Srinagar, Surat, Udaipur, Varanasi, Visakhapatnam | 1D     |
| SpiceJet                                        | Dubai-International, Kabul, Kathmandu | 3      |
| SriLankan Airlines                              | Colombo | 3      |
| Swiss International Airlines                    | Zürich | 3      |
| Tajik Air vận hành bởi East Air                 | Dushanbe | 3      |
| Tashi Air                                       | Kathmandu, Paro | 3      |
| Thai Airways International                      | Bangkok-Suvarnabhumi | 3      |
| Thai Smile                                      | Bangkok-Suvarnabhumi | 3      |
| Transaero Airlines                              | Moscow-Vnukovo | 3      |
| Turkish Airlines                                | Istanbul-Atatürk | 3      |
| Turkmenistan Airlines                           | Ashgabat | 3      |
| United Airlines                                 | Newark | 3      |
| Uzbekistan Airways                              | Tashkent | 3      |
| Virgin Atlantic Airways                         | London-Heathrow | 3      |
| Vistara                                         | Ahmedabad, Bagdogra, Goa, Guwahati, Hyderabad, Mumbai, Pune | 3      |
| VietJet Air                                     | Hà Nội, Phú Quốc, Thành phố Hồ Chí Minh | 3      |

### Hàng hóa

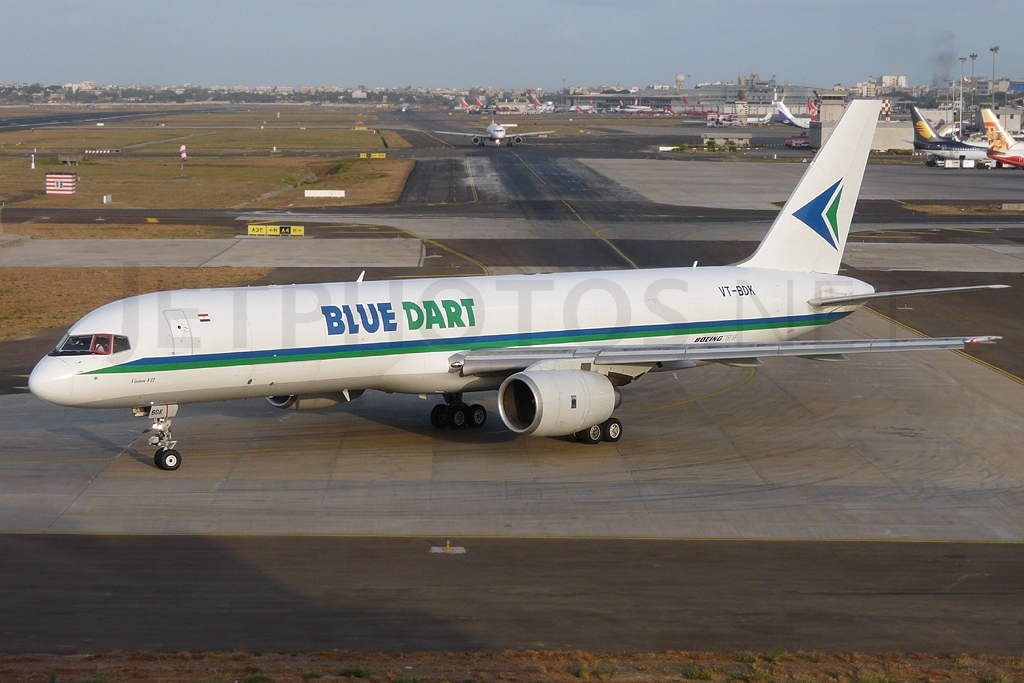
Blue Dart Aviation là hãng hàng không vận tải hang hóa lớn nhất

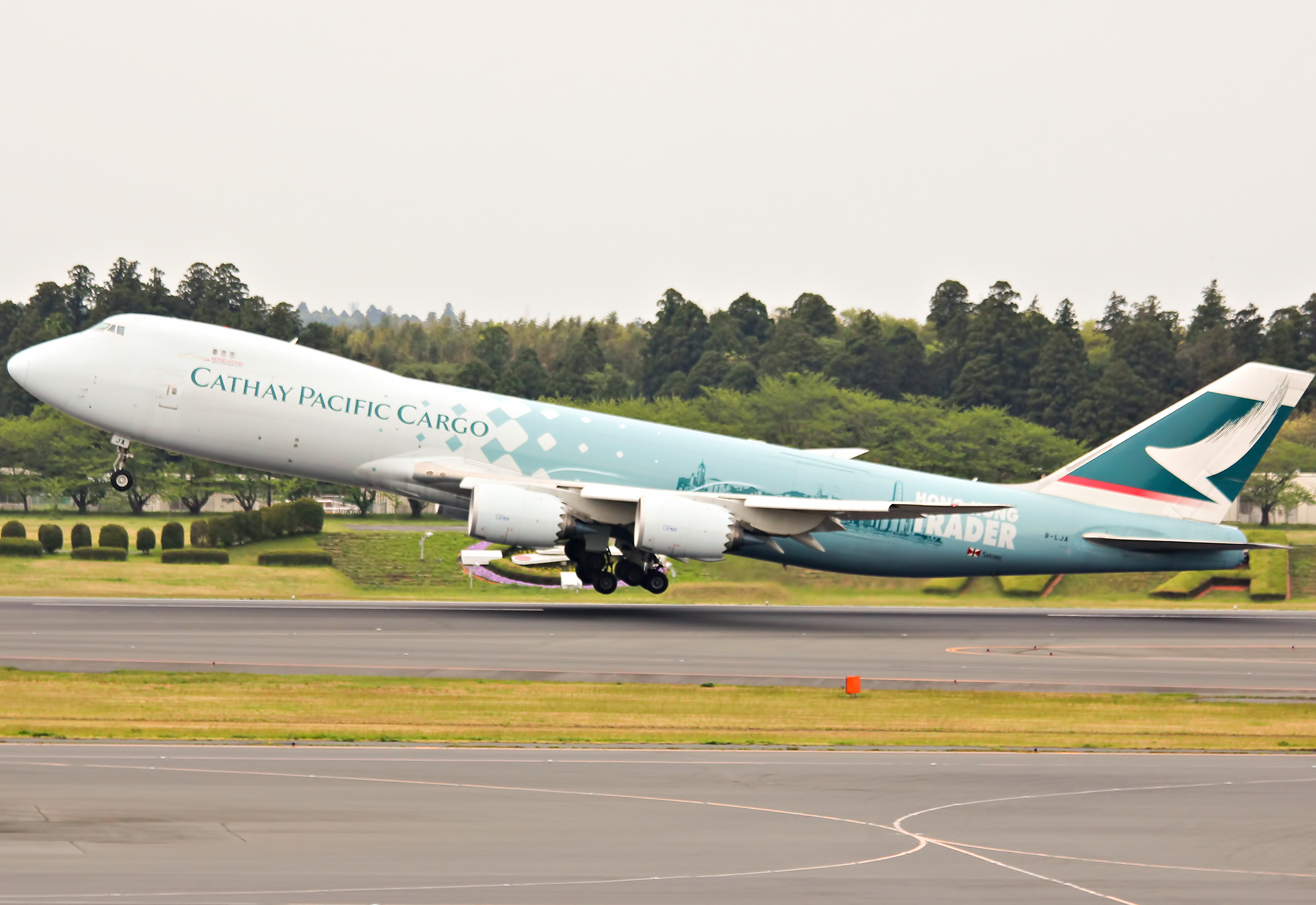
Cathay Pacific Cargo Boeing 747 8F

| Hãng hàng không                                          | Các điểm đến |
| -------------------------------------------------------- | --- |
| AeroLogic                                                | Bahrain, Bangkok-Suvarnabhumi, Hahn, Hong Kong, Leipzig/Halle, Sharjah, Singapore                                                                                |
| Blue Dart Aviation                                       | Ahmadabad, Aurangabad, Bagdogra, Bangalore, Bhopal, Chennai, Cochin, Coimbatore, Goa, Hyderabad, Indore, Jaipur, Kolkata, Lucknow, Nagpur, Raipur, Ranchi, Patna |
| Cathay Pacific Cargo                                     | Bangalore, Hong Kong, Hyderabad, Kolkata, London-Heathrow, Manchester, Sân bay quốc tế Milan-Malpensa, Paris-Charles de Gaulle                                   |
| DHL Aviation vận hành bởi Air Hong Kong                  | Hong Kong |
| DHL Aviation vận hành bởi DHL Air UK                     | East Midlands, London-Heathrow |
| DHL Aviation vận hành bởi European Air Transport Leipzig | Brussels, Cologne/Bonn, Copenhagen, Leipzig/Halle |
| DHL Aviation vận hành bởi SNAS/DHL                       | Bahrain, Dubai-International |
| Etihad Cargo                                             | Abu Dhabi, Thượng Hải-Phố Đông |
| EVA Air Cargo                                            | Brussels, Frankfurt, Đài Bắc-Đào Viên |
| FedEx Express                                            | Chengdu, Dubai-International, Quảng Châu, Memphis |
| Kalitta Air                                              | Amsterdam, Bahrain, Hong Kong, Khabarovsk, Liege, Sharjah |
| Lufthansa Cargo                                          | Frankfurt, Dhaka, Quảng Châu, Krasnoyarsk |
| Thai Airways Cargo                                       | Bangkok-Suvarnabhumi, Frankfurt |
| Singapore Airlines Cargo                                 | Singapore |
| TNT Airways                                              | Dubai-International, Liege |
| Turkish Airlines Cargo                                   | Hong Kong, Istanbul-Atatürk, Tashkent |
| Uni-Top Airlines                                         | Vũ Hán |
| Uzbekistan Airways Cargo                                 | Tashkent |
| Yanda Airlines                                           | Bangkok-Suvarnabhumi |